# روح رياضية

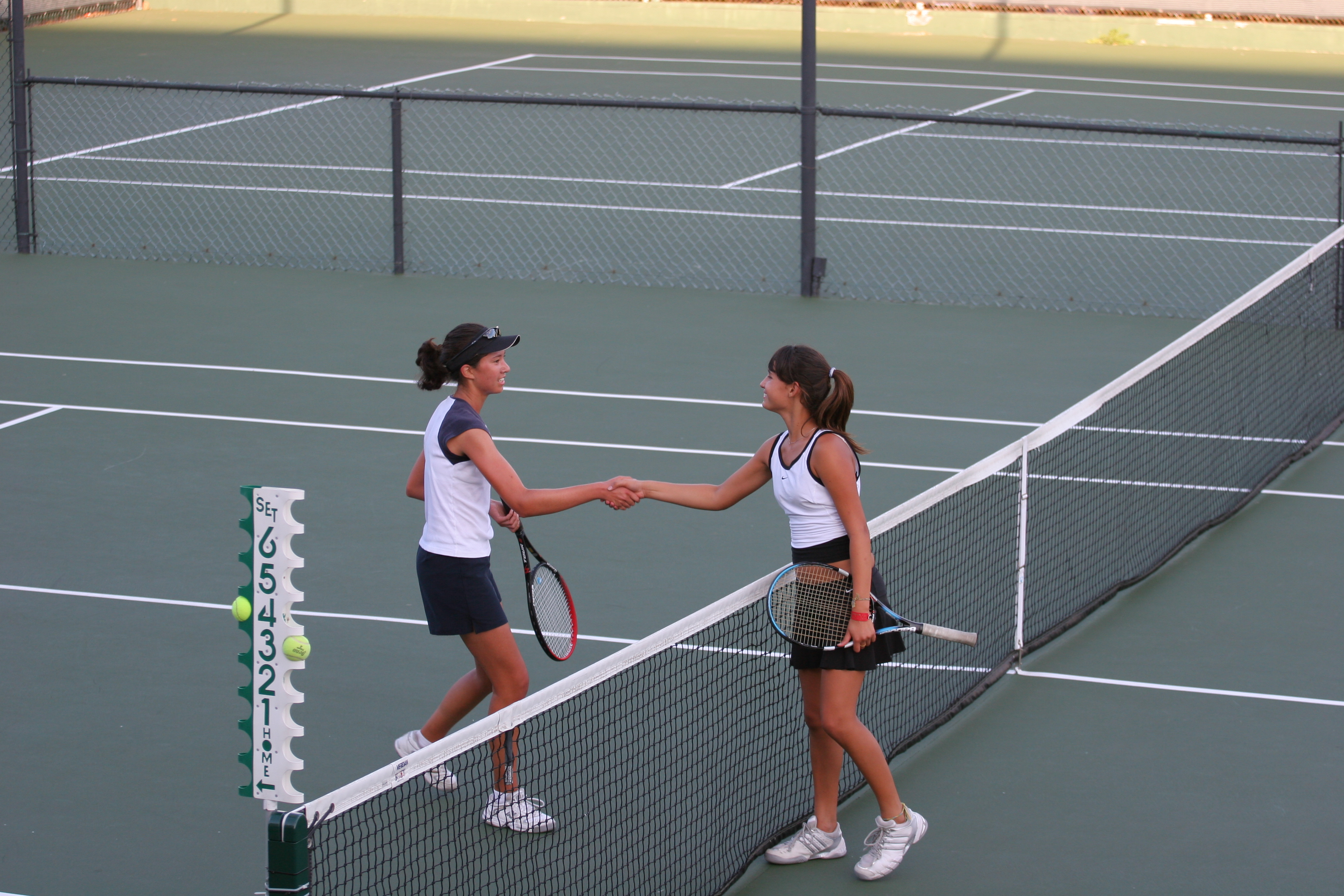

الروح الرياضية (بالإنجليزية: Sportsmanship أو أحيانًا sportspersonship) هي الطموح أو روح الجماعة حيث يمكن الاستمتاع بممارسة رياضة أو نشاط معين مع وضع الإنصاف والأخلاقيات والاحترام وإحساس الزمالة مع المنافسين في الاعتبار. ويشير مصطلح الخاسر السيئ (sore loser) إلى الشخص الذي لا يتقبل الخسارة بصدرٍ رحب، بينما يعني مصطلح الرياضي الجيد (good sport) أن تكون «فائزًا جيدًا» كما تكون «خاسرًا جيدًا».
يمكن تصوير الروح الرياضية على أنها سمة أو ميل دائم وثابت نسبيًا نحو الاعتقاد بأن الأفراد يختلفون في الطريقة المتوقع عمومًا أن يتصرفوا بها في المواقف الرياضية. وهكذا، فإن الروح الرياضية تشير بوجه عام إلى بعض الصفات، مثل الإنصاف وضبط النفس والشجاعة والمثابرة، كما ترتبط بمفاهيم تفاعلية تتعلق بمعاملة الآخرين بإنصاف وتلقي المعاملة ذاتها والحفاظ على ضبط النفس عند التعامل مع الآخرين واحترام السلطة والخصوم.
وعادةً ما يسمى المنافس الذي يُظهر روحًا رياضية سيئة بعد خسارة لعبة أو مسابقة «خاسرًا سيئًا» (وهؤلاء الأشخاص الذين يُظهرون روحًا رياضية سيئة بعد الفوز يُسمون أيضًا «فائزون سيئون»). ويتضمن سلوك الخاسر السيئ لوم الآخرين على الخسارة وعدم تحمل مسؤولية الأفعال الشخصية التي ساهمت في حدوث الهزيمة والتفاعل مع الخسارة بطريقة صبيانية أو غير لائقة وتبرير الهزيمة وسرد الظروف المعاكسة أو غيرها من المشكلات البسيطة التي أدت إلى الهزيمة. ويتصرف الفائز السيئ بطريقة سطحية بعد فوزه، مثل الاعتداد بفوزه وإثارة أعصاب الخصوم بالفوز وتقليل درجة تقدير الذات لدى الخصم من خلال تذكيره دومًا بمدى «سوء» أدائه بالمقارنة بأدائه (حتى إذا نافس جيدًا).

## علاقة الروح الرياضية بالأخلاق
تعد الروح الرياضية أحد عناصر الأخلاق في الرياضة، وتتكون من ثلاثة مفاهيم مترابطة وربما متداخلة، وهي: اللعب النظيف والروح الرياضية والشخصية. ويشير اللعب النظيف إلى ضرورة حصول جميع المتنافسين على فرص متساوية للعمل على تحقيق الفوز والتعامل مع الآخرين بطريقة صادقة وصريحة وحاسمة ومحترمة حتى إذا لم يكن الآخرون يلعبون لعبًا نظيفًا. كما يتضمن اللعب النظيف احترام الآخرين، ومن بينهم أعضاء الفريق والخصوم والإداريون. وتشير الشخصية إلى الميول والقيم والعادات التي تحدد طريقة استجابة الفرد بشكل طبيعي للرغبات والمخاوف والتحديات والفرص والفشل والنجاحات، وعادةً ما تنعكس في السلوكيات المهذبة تجاه الآخرين، مثل مساعدة الخصم على النهوض أو المصافحة بالأيدي بعد المباراة. ويُعتقد أن الفرد يمتلك «شخصية جيدة» عندما تعكس هذه الميول والعادات قيمًا أخلاقية جوهرية.

## وصلات خارجية
- AL Notebook, [<a href="http://www.washingtonpost.com/wp-dyn/content/article/2007/06/01/AR2007060102617.html%22>http://www.washingtonpost.com/wp-dyn/content/article/2007/06/01/AR2007060102617.html</a> Torre: Rodriguez Was Wrong to Distract Fielder]. The Washington Post, June 2, 2007, Page E06.
- [<a href="http://sports.espn.go.com/ncaa/news/story?id=4629837%22>http://sports.espn.go.com/ncaa/news/story?id=4629837</a> News story at ESPN.com]